# Joseph Franz von Jacquin

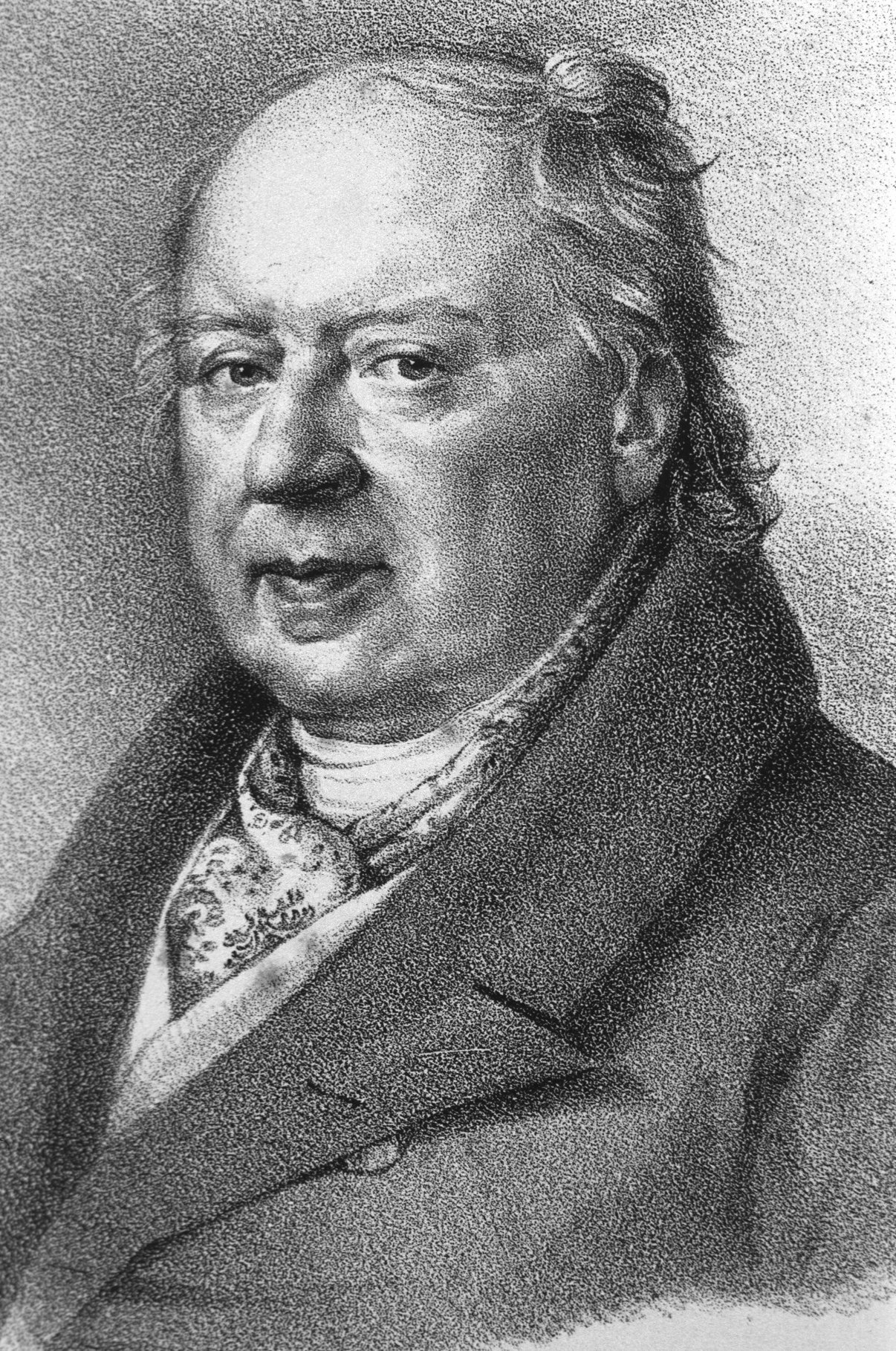
Joseph Franz von Jacquin

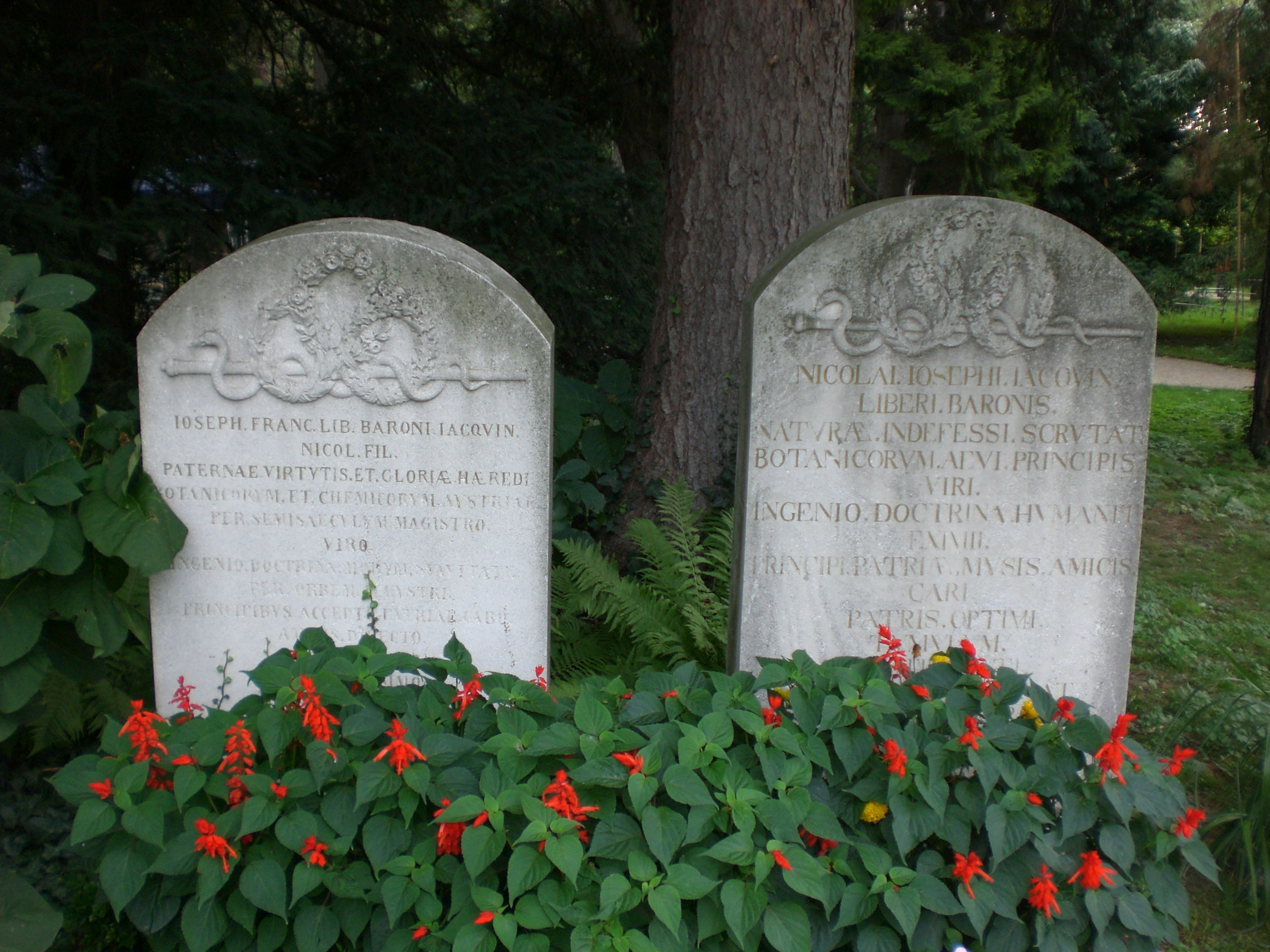
Tablice pamiątkowe Josepha Franza von Jacquina i jego ojca w Ogrodzie Botanicznym Uniwersytetu Wiedeńskiego

Joseph „Krystel” Franz Freiherr von Jacquin lub baron Joseph von Jacquin (ur. 7 lutego 1766 w Bańskiej Szczawnicy, zm. 26 października 1839 w Wiedniu) – austriacki naukowiec, który studiował medycynę, chemię, zoologię i botanikę.
Syn Nikolausa Josepha von Jacquina, ukończył studia na Uniwersytecie Wiedeńskim jako doktor medycyny w 1788 roku.

## Publikacje
- Jacquin, JF Beyträge zur Geschichte der Vögel. CF Wappler, Wien 1784.
- Jacquin, JF Lehrbuch der allgemeinen und medicinischen Chymie zum Gebrauche seiner Vorlesungen. CF Wappler, Wien 1798.
- Jacquin, JF, E. Fenzl i I. Schreibers. Eclogae plantarum rariorum aut minus cognitarum: quas ad vivum descripsit et iconibus coloratis illustravit. A. Strauss, Wiedeń, 1811–1844.
- Jacquin, JF, E. Fenzl i I. Schreibers. Eclogae graminum rariorum aut minus cognitarum: quae ad vivum descripsit et iconibus coloratis illustravit. A. Strauss et Sommer, Wien, 1813–1844.
- Jacquin, JF Ueber den Ginkgo, Carl Gerold, Wien, 1819.